# 岳和聲
岳和聲（1569年—1630年），原名樂和聲，字之律、尔律，號石梁，浙江嘉興縣籍，桐鄉縣人，明朝政治人物。

## 生平
岳飛十八世孫、岳珂之後，本姓樂。萬曆十九年（1591年）辛卯科浙江鄉試舉人。萬曆二十年（1592年）聯捷壬辰科第三甲第九十八名進士。授河南汝陽縣知縣，擢禮部主事，候補精膳司員外郎。萬曆三十三年（1605年），請復姓岳。晉郎中，出為慶远府知府。萬曆四十年（1612年）改江西贛州府知府，丁憂歸。四十三年起補山東東昌府知府。萬曆四十四年（1616年）十月陞福建提學副使。萬曆四十七年（1619年）二月陞廣東參政，本年丁憂歸。
天启元年（1621年），復除江西右參政，二年二月調山东，管永平、燕建二路兵备道，十月升都察院右僉都御史、巡撫順天，三年十月因南海子失事被免职。天啟五年十二月起復，仍巡抚顺天等处地方。崇禎初，改任都察院右副都御史、巡撫延綏。岳和聲辭官後，在抱病垂死之際，盡賣名下田產二百畝，捐銀千兩以助軍需，崇禎帝下旨敘恤。

## 著作
有《餐微子集》《驂鸞錄》。

## 家族
名將岳飛十八世孫。曾祖岳迅，壽官；祖父岳裔；父樂九德，號心葵。
岳和聲、岳骏聲、岳元聲，兄弟三進士。